# إنجيل ماني الابوغريفي

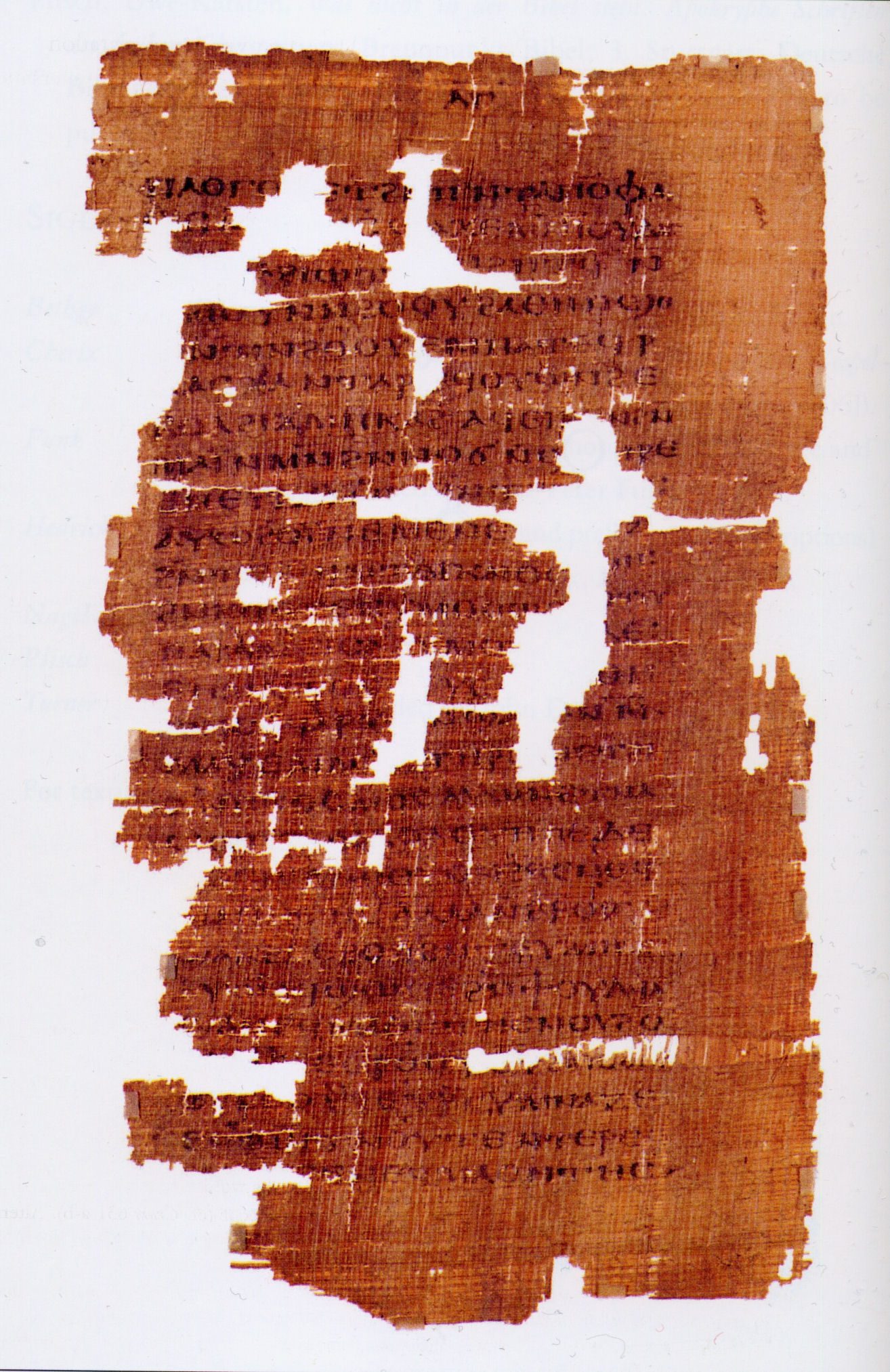

إنجيل أو بشارة ماني أو ما سماه الإنجيل الحي (أيضًا الإنجيل العظيم ، إنجيل الأحياء والمتغيرات) كتابة غنوصية من القرن الثالث بعد المسيح كتبه شخص يدعى ماني.كتبه في الأصل باللغة السريانية وتسمى الإنجيليون (السريانية: ܐܘܢܓܠܝܘܢ)، من اليونانية: εὐαγγέλιον («بشرى»)  وكانت واحدة من الكتب السبعة الأصلية للمانوية. تم حفظ عدد من الأجزاء في مخطوطة كولونيا Mani-Codex (تم اكتشافها عام 1969) وعلى أجزاء مخطوطة تم العثور عليها في Turfan بداية من عام 1904. بعض أجزاء المخطوطات القبطية التي تم العثور عليها في الفيوم تحتوي على نوع من التعليقات أو العظة على هذا الإنجيل.
علق البيروني الذي اصله من خوارزم وهو عالم ومنجم، الذي كان لديه النص الكامل، أنه كان «إنجيلًا من نوع خاص»، على عكس أي من أناجيل المسيحيين، وأن المانويين المؤمنين بالتقمص أصروا على أن إنجيلهم هو الإنجيل الحقيقي الوحيد، وأن الأناجيل المختلفة للمسيحيين أساءت تمثيل حقيقة المسيح.
هناك ميل في الدراسات التاريخية إلى الخلط بين إنجيل ماني الحي وأعماله الأخرى،
والكنائس المسيحية عامة لاتعترف به لانه كتب لاحقا بواسطة شخص غنوصي.